# 百二十八角形
百二十八角形（ひゃくにじゅうはちかくけい、ひゃくにじゅうはちかっけい、hecatonicosioctagon）は、多角形の一つで、128本の辺と128個の頂点を持つ図形である。内角の和は22680°、対角線の本数は8000本である。

## 正百二十八角形
正百二十八角形においては、中心角と外角は2.8125°で、内角は177.1875°となる。一辺の長さが a の正百二十八角形の面積 S は
{\displaystyle S=32a^{2}\cot {\frac {\pi }{128}}}
{\displaystyle \cos(2\pi /128)}は有理数と平方根の組み合わせのみで表せる。
{\displaystyle \cos {\frac {2\pi }{128}}=\cos {\frac {\pi }{64}}=\cos \left(2.8125^{\circ }\right)={\frac {1}{2}}{\sqrt {2+{\sqrt {2+{\sqrt {2+{\sqrt {2+{\sqrt {2}}}}}}}}}}}

### 正百二十八角形の作図
正百二十八角形は定規とコンパスによる作図が可能な図形である。